# Abjat-sur-Bandiat
Abjat-sur-Bandiat is een gemeente in het Franse departement Dordogne (regio Nouvelle-Aquitaine) en telt 624 inwoners (1999). De plaats maakt deel uit van het arrondissement Nontron.

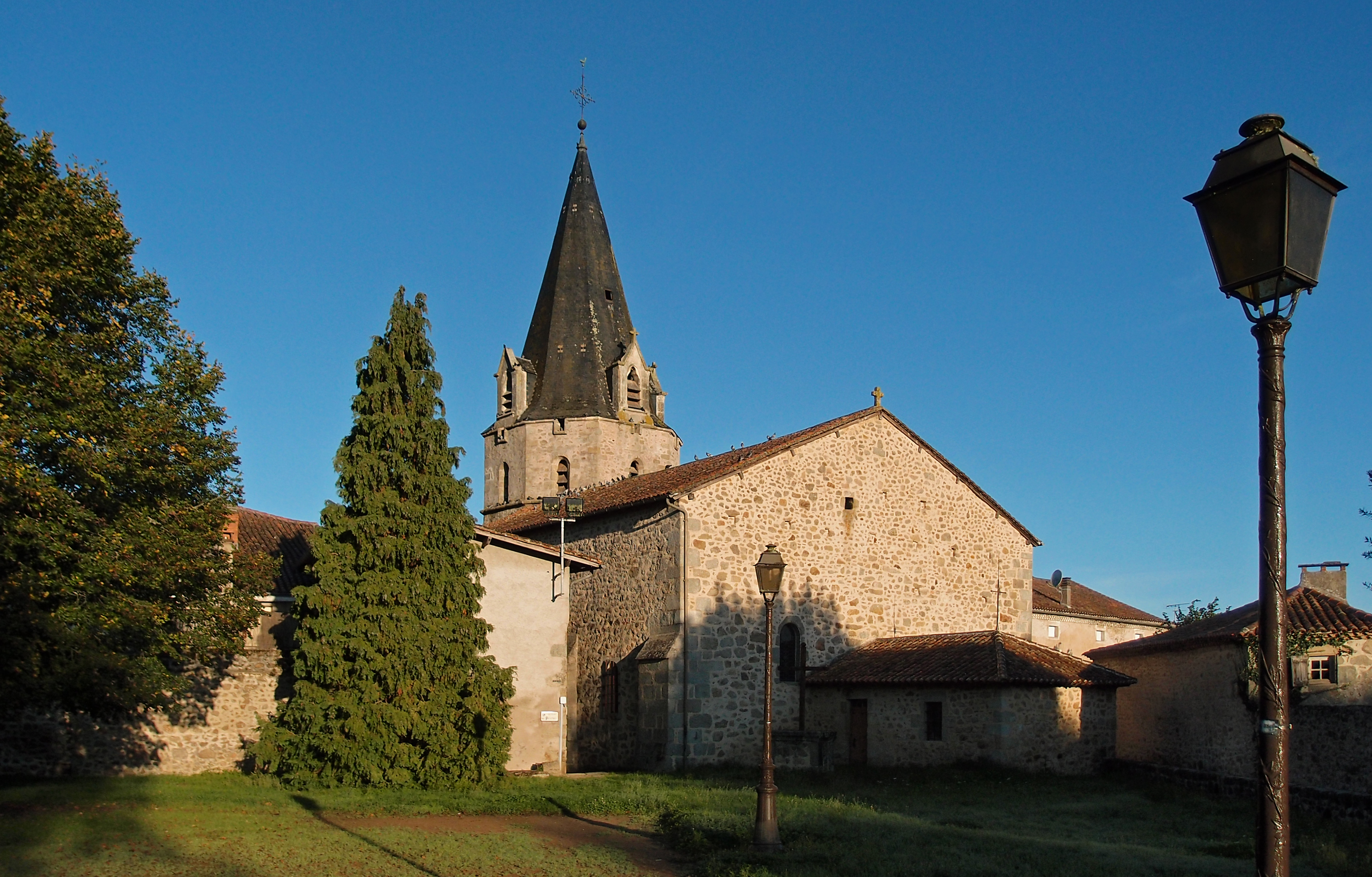
Kerk Saint-André
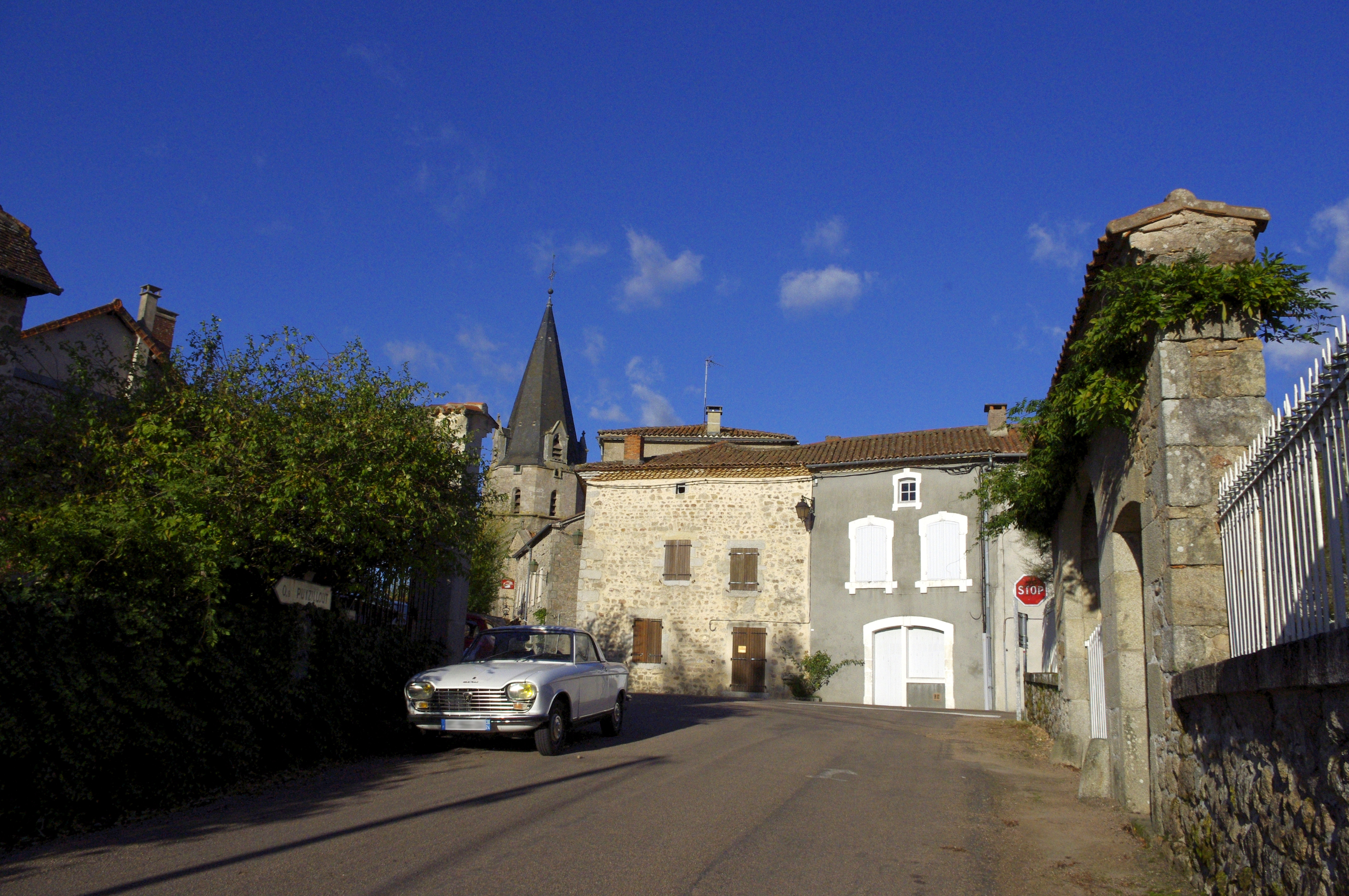
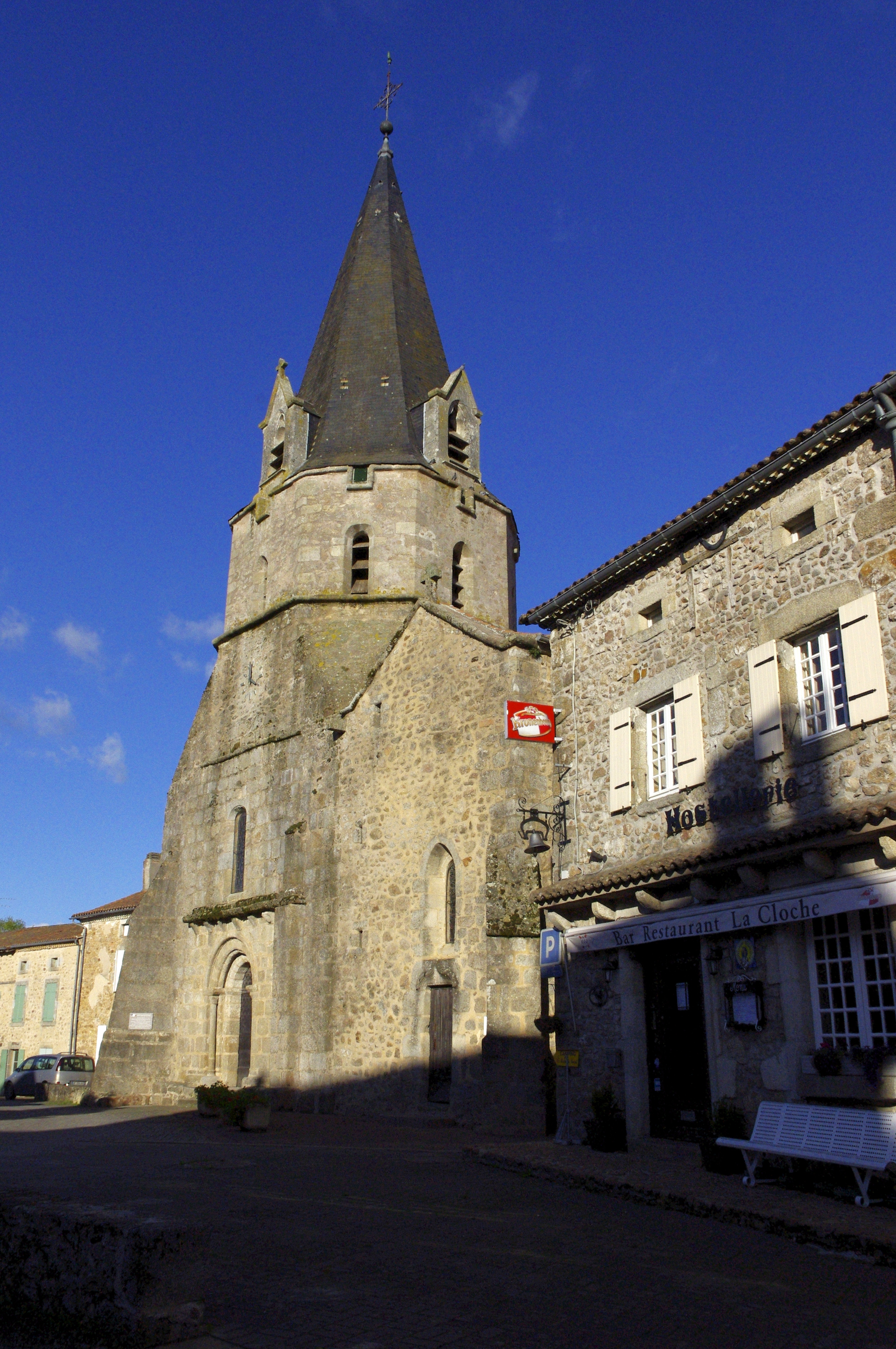

## Geografie
De oppervlakte van Abjat-sur-Bandiat bedraagt 27,7 km², de bevolkingsdichtheid is 22,5 inwoners per km².
De onderstaande kaart toont de ligging van Abjat-sur-Bandiat met de belangrijkste infrastructuur en aangrenzende gemeenten.

## Demografie
Onderstaande figuur toont het verloop van het inwonertal (bron: INSEE-tellingen).

1. ↑  Populations de référence 2022.